# Atterby
Atterby – osada w Anglii, w hrabstwie Lincolnshire. Leży 22 km na północ od Lincoln i 215 km na północ od Londynu.